# Ольховка (приток Малой Сестры)
Ольхо́вка — река в городском округе Клин Московской области России.
Берёт начало у деревни Парфенькино, впадает в Малую Сестру в 27 км от её устья по левому берегу, севернее деревни Дятлово. Длина — 11 км.
По данным Государственного водного реестра России, относится к Верхневолжскому бассейновому округу. Речной бассейн — (Верхняя) Волга до Куйбышевского водохранилища (без бассейна Оки), речной подбассейн — бассейны притоков (Верхней) Волги до Рыбинского водохранилища, водохозяйственный участок — Волга от города Твери до Иваньковского гидроузла (Иваньковское водохранилище).